# Elsa Bruckmann
Elsa Bruckmann geb. Prinzessin Cantacuzène (* 23. Februar 1865 in Gmunden; † 7. Juni 1946 in Garmisch-Partenkirchen) war eine Münchner Salonnière und Unterstützerin Adolf Hitlers.

## Leben
Die Tochter des königlich-bayerischen Ulanenoffiziers Fürst Theodor Cantacuzène (1841–1895) aus dem alten byzantinischen Adelsgeschlecht Kantakuzenos (Zweig Cantacuzino) lernte 1893 den jungen Hugo von Hofmannsthal kennen, mit dem sich eine schwärmerische, aber letztlich unglückliche Beziehung entwickelte.
1898 heiratete sie den Münchner Verleger Hugo Bruckmann (1863–1941).
Am 26. Januar 1899 eröffnete Elsa Bruckmann mit einer Lesung von Houston Stewart Chamberlain aus seinem antisemitischen Buch Die Grundlagen des XIX. Jahrhunderts ihren Münchner Salon, den sie bis zum Tod ihres Ehemannes im Jahr 1941 führen sollte. Er entwickelte sich schnell zu einem wichtigen Treffpunkt der „guten Gesellschaft“, einflussreicher Personen aus Politik, Wirtschaft, Wissenschaft und Kunst. Es herrschte die Aufbruchsstimmung der „Münchner Moderne“, in der die Stadt eine Vorreiterrolle spielte. Auch im Salon fühlte man sich Kunst und Literatur verpflichtet, aus deren Werten man eine Erneuerung der Gesellschaft ableitete, in Abgrenzung zu Pomp und Theatralik der wilhelmischischen Kultur. Die Treffen fanden immer freitags statt, zunächst am Sitz des Bruckmann Verlages in der Nymphenburger Straße 86, ab 1908 im Prinz-Georg-Palais am Karolinenplatz 5 und ab 1931 in der Leopoldstraße 10. Zu den Gästen zählten Wissenschaftler wie Norbert von Hellingrath, Rudolf Kassner, Adolf Furtwängler, Heinrich Wölfflin und die Architekten Rudolf Alexander Schröder, Richard Riemerschmid und Paul Ludwig Troost, Wirtschaftsführer wie Emil Kirdorf und Schriftsteller wie Rainer Maria Rilke, Hugo von Hofmannsthal und Stefan George nebst Mitgliedern des George-Kreises wie Alfred Schuler und Ludwig Klages. Hier lernte sie auch Maria Gundrum kennen. Obwohl Elsa Bruckmann schon früh deutschnational und antisemitisch eingestellt war, verkehrten in ihrem Salon in den ersten zwei Jahrzehnten seines Bestehens auch Reformer und Linksliberale wie Harry Graf Kessler und Intellektuelle, die später wegen ihrer jüdischen Abstammung verfolgt wurden wie der ebenfalls zum George-Kreis zählende Karl Wolfskehl. Thomas Mann dürfte gelegentlicher Gast im Salon Bruckmann gewesen sein.

## Unterstützung Adolf Hitlers
1920 begegnete Bruckmann Adolf Hitler bei einer Parteiveranstaltung im Zirkus Krone. Völkisch und revisionistisch gesinnt, suchte sie aus politischen Gründen den persönlichen Kontakt zu ihm und zog ihn bald in ihren gesellschaftlichen Kreis. Elsa Bruckmann besuchte ihn mehrmals in der Festung Landsberg, wo er wegen des Hitler-Ludendorff-Putsches in Festungshaft saß. Über ihren ersten Besuch am 22. Mai 1924 schrieb sie: „Nun trat mir – in der bayerischen kurzen Wichs und gelbem Leinenjöpperl – Adolf Hitler entgegen: einfach, natürlich und ritterlich und hellen Auges!“ Ähnlich wie bereits früher zu Hofmannsthal und zu ihrem Neffen Norbert von Hellingrath begann sie eine schwärmerische Beziehung und fühlte sich berufen, den wesentlich jüngeren Mann in jeder Hinsicht zu fördern. Unmittelbar nach seiner vorzeitigen Haftentlassung stattete Hitler am 23. Dezember 1924 den Bruckmanns einen Besuch ab. Elsa Bruckmann führte ihn in ihren Salon ein, wo von nun an er und weitere Nazigrößen wie Rudolf Heß, Alfred Rosenberg und Baldur von Schirach den Ton angaben. Der Salon Bruckmann bot Hitler eine Bühne für lange Monologe. Paul Schultze-Naumburg erinnert sich, Hitler sei der alles beherrschende Hauptdarsteller gewesen, er habe zunächst das Gespräch verfolgt, „dann habe er plötzlich das Wort ergriffen, um es den ganzen Abend nicht wieder herzugeben“.
Bald war sie neben Helene Bechstein die wichtigste gesellschaftliche Förderin Hitlers, die ihm auch wertvolle wirtschaftliche Kontakte verschaffte. Sie übernahm zeitweise seine Wohnungsmiete, stattete ihn mit Abendgarderobe und modischen Schuhen aus und bemühte sich, ihm gesellschaftlichen Schliff zu geben, indem sie ihm z. B. erklärte, wie man eine Artischocke oder einen Hummer isst oder wie man einer Frau die Hand küsst. Sie beschaffte die Möbel für die im Juni 1925 eröffnete neue Parteizentrale der NSDAP in der Schellingstraße 50, ebenso wie sie später einen Teil der Möbel für Hitlers repräsentative Wohnung am Prinzregentenplatz 16 beisteuerte, für die das Ehepaar Bruckmann auch eine Bürgschaft übernommen hatte.
Ihre Erfahrung als Autorin nutzte sie, um Hitler beim Abfassen des zweiten Bandes von Mein Kampf zu unterstützen. Immer wieder stellte sie Hitler ihr Palais zur Verfügung, so im Juli 1927 für ein Treffen mit der Abiturklasse seiner Nichte Angela Raubal und im gleichen Monat für ein Treffen mit dem Industriellen Emil Kirdorf, bei dem die Grundlage für die finanzielle Unterstützung der NSDAP durch die Großindustrie gelegt wurde. Am 20. Dezember 1927 wurde im Palais Bruckmann die Hochzeit von Rudolf Heß mit Ilse Pröhl gefeiert, bei der Hitler und Karl Haushofer Trauzeugen waren.
Sie nutzte ihre zahlreichen sozialen Kontakte, um Mitglieder und Sympathisanten für den 1928 gegründeten Kampfbund für deutsche Kultur zu gewinnen. Dieses Engagement ging so weit, dass in der Liste prominenter Unterstützer des am 11. Januar 1929 im Völkischen Beobachter veröffentlichten Aufrufs mit dem Titel „Kampfbund für deutsche Kultur“ gegen dessen Willen auch der Name Heinrich Wölfflins auftauchte, worüber dieser sich in mehreren Briefen an Elsa Bruckmann beschwerte.
Bruckmann trat zum 1. Juli 1932 der NSDAP bei. Ihr Parteieintritt wurde auf Anweisung Hitlers auf den 1. April 1925 zurückdatiert (Mitgliedsnummer 92), da sie bereits 1925 die Aufnahme in die Partei beantragt, dann jedoch auf Wunsch Hitlers, welcher meinte, dass sie der Partei zunächst als nicht offizielles Parteimitglied nützlicher wäre, auf die Aufnahme zunächst verzichtet hatte.
1933 löste Bruckmann die auf Grund ihrer jüdischen Herkunft zum Rücktritt gezwungene Ida Dehmel als Vorsitzende der GEDOK ab.
Im Oktober 1944 schrieb Thomas Mann an Agnes E. Meyer über Bruckmanns Antisemitismus:

„Golo hat in der Basler National-Zeitung gelesen: Die Frau des bekannten Verlegers Bruckmann war in Luzern zu den Festspielen. In Gesellschaft schimpft sie leidenschaftlich auf die Amerikaner, weil sie vorsätzlich Kinder-Hospitäler in Deutschland bombardieren. Man wagt das zu bezweifeln und fragt leise nach den fürchterlichen Kinder-Massenmorden der Deutschen. ‚Das können Sie doch nicht vergleichen‘, sagt sie. ‚Das waren Judenkinder.‘ – Das Blatt fügt hinzu: die Annahme, dass nur die junge Generation in Deutschland vertiert sei, beruhe offenbar auf einem Irrtum. Ich kenne die Frau. Sie muss über 70 sein.“

## Familie
Elsa und Hugo Bruckmann hatten keine Kinder. Zu dem Sohn ihrer Schwester, Norbert von Hellingrath (1888–1916), hatte Elsa ein besonders enges Verhältnis. Ihr Neffe war ein von Stefan George und Ludwig Klages geförderter Schriftsteller und Germanist. Sein Tod in den Kämpfen vor Verdun warf sie aus dem seelischen Gleichgewicht.

## Veröffentlichung
1938 veröffentlichte sie eine deutsche Übersetzung von Sokrates und Xanthippe. Ernst und Ironie um den „Weisesten aller Menschen“ von Alfredo Panzini in ihrem Münchner Verlag.